# Kimito församling
Kimito församling var en av Finlands äldsta församlingar. Församlingen var belägen i Egentliga Finlands landskap.

## Historia
Kimito församling omnämns i skriftliga källor redan år 1325. Till församlingen har även hört kapellen i Hitis, Dragsfjärd och Västanfjärd. Den 1 januari 2009 i samband med kommunsammanslagningen i området, bildade Kimito församling en ny församling, Kimitoöns församling, tillsammans med områdets andra församlingar.
Kimito församlings huvudkyrka var den medeltida S:t Andreas kyrka.